# Miss Universo 2003
Miss Universo 2003, la 52.ª edición del concurso Miss Universo, se llevó a cabo en el Centro de Convenciones Figali en la Ciudad de Panamá (Panamá) el 3 de junio de 2003.
Representantes provenientes de setenta y un países y territorios compitieron por el título en esta edición del concurso. Al final del evento, Miss Universo 2002, Justine Pasek de Panamá, coronó como su sucesora a Amelia Vega de República Dominicana. Elegida por un jurado de nueve personas, la ganadora, de 18 años, se convirtió en la primera representante de su país en obtener el título de Miss Universo.
El concurso fue presentado por Billy Bush y Daisy Fuentes. El cuarteto musical Bond y el cantautor puertorriqueño Chayanne se encargaron del entretenimiento. Esta fue también la primera edición que se transmitió por NBC.

## Antecedentes

### Sede y fecha
Al final de la edición de 2002, los anfitriones Phil Simms y Daisy Fuentes anunciaron que el concurso del año siguiente se llevaría a cabo en la Ciudad de Panamá (Panamá). Fue la segunda vez que Panamá organizó el concurso; la primera fue en 1986.
Debido a la epidemia de SARS en ese momento, Juan Carlos Navarro, alcalde de la Ciudad de Panamá, exigió a las candidatas que mostraran una certificación médica de que estaban libres del virus.

### Selección de candidatas

#### Reemplazos
La Miss Egipto 2003, Horreya Farghally, renunció a su título después de que la prensa difundiera rumores sobre su matrimonio secreto. Farghally fue reemplazada por Nour El-Semary. La ganadora del concurso Eesti Miss Estonia 2003, Maili Nomm, fue reemplazada por Katrin Susi debido a que era menor de edad. La ganadora de Miss Polonia 2002, Marta Matyjasik, decidió no participar en el concurso por razones académicas. Matyjasik fue reemplazada por su primera finalista, Iwona Makuch. La ganadora de Miss República Checa 2002, Kateřina Průšová, fue reemplazada por Kateřina Smržová debido a sus limitaciones en el idioma inglés.
La Miss Rusia 2002, Svetlana Koroleva, ganó el título de Miss Europa 2002 en Líbano, lo que la hizo inelegible para participar en el concurso. La organización Miss Rusia luego organizó un concurso llamado Miss Rusia Universo 2003, que fue ganado por Yulia Akhonkova. Sin embargo, Kova también fue incapaz de competir debido a que era menor de edad. La organización Miss Rusia luego eligió a Maria Smirnova, una modelo de 22 años de Nizni Nóvgorod, como su candidata, pero fue rechazada debido a sus fotos desnuda en la revista Playboy Rusia. Finalmente, la organización de Miss Universo anunció que aceptaría a Oksana Bondarenko, la primera finalista de Miss Rusia 2002.

#### Debuts, regresos y retiros
La edición de 2003 vio el debut de Serbia y Montenegro, y los regresos de Argentina, Barbados, Belice, Nueva Zelanda y Taiwán. Barbados compitió por última vez en 1999, Belice en 2000, mientras que los demás compitieron por última vez en 2001. Chile, Ghana, Honduras, Islas Marianas del Norte, Islas Vírgenes Británicas, Islas Vírgenes de los Estados Unidos, Kenia, Portugal, Uruguay se retiraron, Bethsaida Smith de las Islas Vírgenes Británicas y Kimberly Castro de las Islas Marianas del Norte se retiraron debido a la falta de patrocinio. Chile, Ghana, Honduras, Kenia, las Islas Vírgenes de los Estados Unidos, Portugal, Uruguay se retiraron después de que sus respectivas organizaciones no lograron realizar un concurso nacional o designar a una candidata.
Manuela Ósk Harðardóttir, Miss Islandia 2002, se retiró después de que la deshidratación causada por el clima le impidió competir en la competencia preliminar.

#### Participación de Venezuela
El 9 de mayo de 2003, la Organización Miss Venezuela anunció que Mariángel Ruiz, Miss Venezuela 2002, no participaría en el concurso, provocando la primera ausencia del país desde 1959. Esto se debió a los estrictos controles de cambio extranjero impuestos por el entonces presidente venezolano Hugo Chávez para prevenir la fuga de capitales. Según Osmel Sousa, presidente de la Organización Miss Venezuela, se necesitaban USD 80 000 para el pago de la franquicia para enviar a Ruiz al concurso. El empresario venezolano Gustavo Cisneros logró financiar a Ruiz para que viajara a Panamá. Esto ocurrió después de que Mireya Moscoso, entonces presidenta de Panamá, instó a Gustavo Cisneros a asegurarse de que una candidata venezolana compitiera en Miss Universo.

## Resultados

### Clasificación final
La ganadora, las finalistas, las semifinalistas y las cuartofinalistas son las siguientes candidatas:
| Posición                  | Candidata |
| ------------------------- | --- |
| Miss Universo 2003        | - República Dominicana - Amelia Vega |
| Primera finalista         | - Venezuela - Mariángel Ruiz |
| Segunda finalista         | - Sudáfrica - Cindy Nell |
| Tercera finalista         | - Serbia y Montenegro - Sanja Papič |
| Cuarta finalista          | - Japón - Miyako Miyazaki |
| Semifinalistas (Top 10)   | - Brasil - Gislaine Ferreira - Canadá - Leanne Marie Cecile - Namibia - Ndapewa Alfons - República Checa - Kateřina Smrzová - Trinidad y Tobago - Faye Alibocus |
| Cuartofinalistas (Top 15) | - Angola - Ana Sebastião - Estados Unidos - Susie Castillo - Grecia - Marietta Chrousala - Panamá - Stefanie de Roux - Perú - Claudia Ortiz de Zevallos         |

### Premios especiales
Los premios especiales fueron otorgados a las siguientes candidatas:
| Premio               | Premio                 | Candidata                                                      |
| -------------------- | ---------------------- | -------------------------------------------------------------- |
| Mejor traje nacional | Ganadora               | - República Dominicana - Amelia Vega                           |
| Mejor traje nacional | Segundo lugar (empate) | - Panamá - Stefanie de Roux - Perú - Claudia Ortiz de Zevallos |
| Miss Fotogénica      | Miss Fotogénica        | - Puerto Rico - Carla Tricoli                                  |
| Miss Simpatía        | Miss Simpatía          | - Antigua y Barbuda - Kai Davis                                |

## El concurso

### Formato
El número de semifinalistas en esta edición aumentó de diez a quince, algo que no ocurría desde 1970. La competencia preliminar consisitó en tres etapas: Traje de baño, Traje de gala y Entrevistas a puerta cerrada. Las primeras dos se llevaron a cabo el 29 de mayo durante el Show de Presentación, donde un jurado preliminar evaluó a las participantes y seleccionó a sus 15 favoritas en cada categoría. La combinación de sus votos determinó finalmente a las 15 semifinalistas. Durante el Show final, la eliminatoria empezó con la competencia en traje de noche, en la cual las 10 concursantes con los puntajes más altos avanzaron a la competencia en traje de baño en la que 5 fueron seleccionadas. Las cinco finalistas luego compitieron en la ronda de preguntas y respuestas y la última pasada ante los jueces antes de que estos eligieran a la ganadora (final look).

### Comité de selección

#### Transmisión final
- María Celeste Arrarás, autora y periodista puertorriqueña de Telemundo[25]
- Deborah Carthy-Deu, Miss Universo 1985 de Puerto Rico[25]
- Roberto Cavalli, diseñador de moda italiano[25]
- Richard Johnson, artista de campo estadounidense y periodista visual de The Washington Post[25]
- Amelia Marshall, actriz estadounidense[25]
- Audrey Quock, modelo y actriz estadounidense[25]
- Peter Reckell, actor estadounidense[25]
- Mathew St. Patrick, actor estadounidense[25]
- Fernanda Tavares, supermodelo brasileña[25]

Competencia preliminar
- Robert Procop, joyero y empresario estadounidense[26]
- David Thomsen, productor de televisión estadounidense[26]
- Wendy Fitzwilliam, Miss Universo 1998 de Trinidad y Tobago[26]
- Alex Beauchense, fotógrafo de moda canadiense[26]
- Art Arellanes, productor de televisión estadounidense[26]
- Tom Juarez, consultor de moda y diseñador en Barneys New York[26]
- Natasha Pavlovich, Miss Yugoslavia 1991 y semifinalista de Miss Universo 1991[26]
- Lorena Castillo, periodista panameña[26]
- Marcellus Wiley, exjugador de fútbol americano[26]

## Candidatas

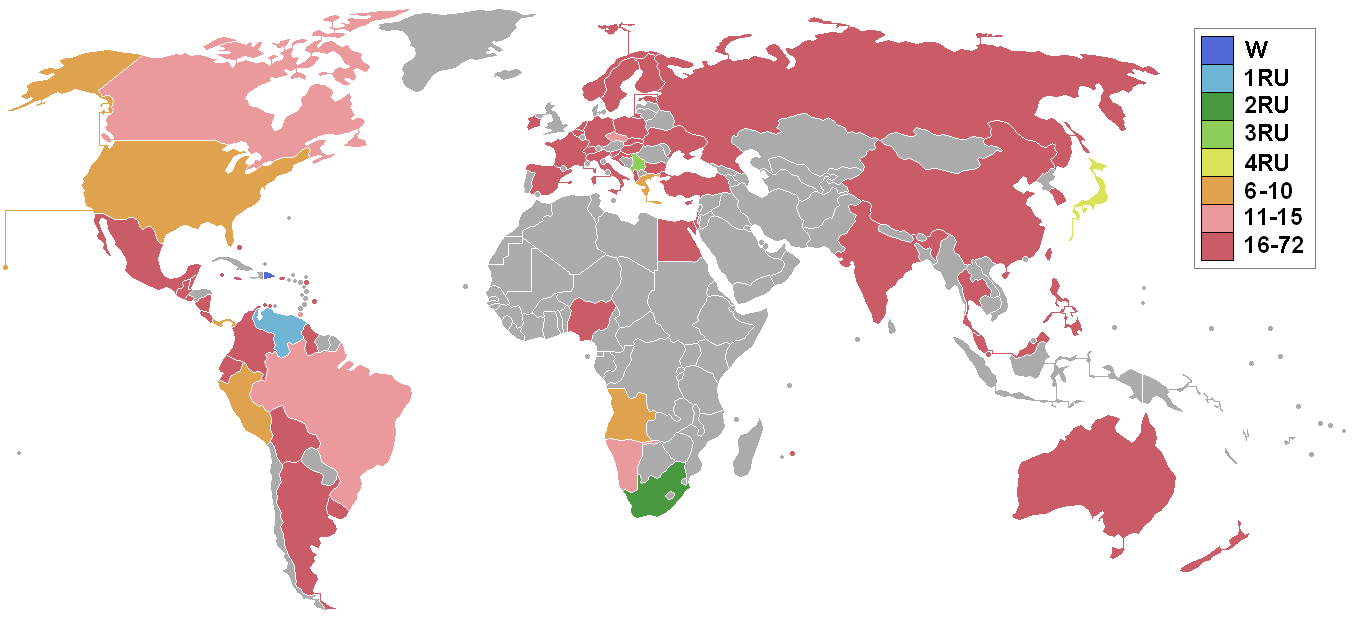
Países y territorios participantes de Miss Universo 2003

Setenta y un candidatas compitieron por el título.
| País/Territorio      | Candidata                 | Edad | Procedencia         |
| -------------------- | ------------------------- | ---- | ------------------- |
| Albania              | Denisa Kola               | 20   | Peshkopi            |
| Alemania             | Alexsandra Vodjanikova    | 19   | Múnich              |
| Angola               | Ana Sebastião             | 19   | Luanda              |
| Antigua y Barbuda    | Kai Davis                 | 23   | Saint John          |
| Argentina            | Laura Romero              | 22   | La Plata            |
| Aruba                | Malayka Rasmijn           | 26   | Paradera            |
| Australia            | Ashlea Talbot             | 19   | Sídney              |
| Bahamas              | Nadia Johnson             | 21   | Eleuthera           |
| Barbados             | Nadia Forte               | 20   | Bridgetown          |
| Bélgica              | Julie Taton               | 19   | Jambes              |
| Belice               | Becky Bernard             | 21   | Ciudad de Belice    |
| Bolivia              | Irene Aguilera            | 24   | Santa Cruz          |
| Brasil               | Gislaine Ferreira         | 19   | Belo Horizonte      |
| Bulgaria             | Elena Tihomirova          | 22   | Smolyan             |
| Canadá               | Leanne Cecile             | 26   | Tecumseh            |
| China                | Wu Wei                    | 23   | Fuzhou              |
| Chipre               | Ivi Lazarou               | 20   | Limassol            |
| Colombia             | Diana Mantilla            | 21   | Bucaramanga         |
| Corea del Sur        | Keum Na-na                | 19   | Daegu               |
| Costa Rica           | Andrea Ovares             | 22   | San José            |
| Croacia              | Ivana Delic               | 23   | Rijeka              |
| Curazao              | Vanessa van Arendonk      | 22   | Willemstad          |
| Ecuador              | Andrea Jácome             | 23   | Guayaquil           |
| Egipto               | Nour El-Semary            | 22   | El Cairo            |
| El Salvador          | Diana Valdivieso          | 20   | Ahuachapán          |
| Eslovaquia           | Petra Mokrošová           | 20   | Michalovce          |
| Eslovenia            | Polona Baš                | 21   | Maribor             |
| España               | Eva González              | 22   | Sevilla             |
| Estados Unidos       | Susie Castillo            | 23   | Lawrence            |
| Estonia              | Katrin Susi               | 23   | Tallin              |
| Filipinas            | Carla Gay Balingit        | 19   | Ángeles             |
| Finlandia            | Anna Strömberg            | 20   | Kristinestad        |
| Francia              | Emmanuelle Chossat        | 23   | París               |
| Grecia               | Marietta Chrousala        | 20   | Atenas              |
| Guatemala            | Florecita Cobián          | 19   | Antigua             |
| Guyana               | Leanna Damond             | 25   | Nueva Ámsterdam     |
| Hungría              | Viktoria Tomozi           | 20   | Budapest            |
| India                | Nikita Anand              | 19   | Nueva Delhi         |
| Irlanda              | Lesley Flood              | 21   | Limerick            |
| Islas Caimán         | Nichelle Welcome          | 23   | Bodden Town         |
| Israel               | Sivan Klein               | 19   | Jerusalén           |
| Italia               | Silvia Ceccon             | 20   | Vicenza             |
| Jamaica              | Michelle Lecky            | 25   | Kingston            |
| Japón                | Miyako Miyazaki           | 25   | Kumamoto            |
| Malasia              | Elaine Daly               | 26   | Kuala Lumpur        |
| Mauricio             | Marie-Aimée Bergicourt    | 24   | Terre Rouge         |
| México               | Marisol González          | 20   | Torreón             |
| Namibia              | Ndapewa Alfons            | 24   | Windhoek            |
| Países Bajos         | Tessa Brix                | 22   | Oud-Beijerland      |
| Nueva Zelanda        | Sharee Adams              | 23   | Auckland            |
| Nicaragua            | Claudia Salmerón          | 25   | Tipitapa            |
| Nigeria              | Ohumotu Bissong           | 19   | Yala                |
| Noruega              | Hanne-Karine Sørby        | 24   | Oslo                |
| Panamá               | Stefanie de Roux          | 20   | Ciudad de Panamá    |
| Perú                 | Claudia Ortiz de Zevallos | 21   | Arequipa            |
| Polonia              | Iwona Makuch              | 21   | Kielce              |
| Puerto Rico          | Carla Tricoli             | 21   | Vieques             |
| República Checa      | Kateřina Smržová          | 22   | Praga               |
| República Dominicana | Amelia Vega               | 18   | Santiago            |
| Rusia                | Olesya Bondarenko         | 24   | Jabárovsk           |
| Serbia y Montenegro  | Sanja Papić               | 19   | Novi Sad            |
| Singapur             | Bernice Wong              | 25   | Singapur            |
| Sudáfrica            | Cindy Nell                | 21   | Johannesburgo       |
| Suecia               | Helena Stenbäck           | 23   | Piteå               |
| Suiza                | Nadine Vinzens            | 19   | Chur                |
| Taiwán               | Szu-Yu Chen               | 25   | Taipéi              |
| Tailandia            | Yaowalak Traisurat        | 19   | Nakhon Si Thammarat |
| Trinidad y Tobago    | Faye Alibocus             | 23   | San Fernando        |
| Turquía              | Özge Ulusoy               | 20   | Estambul            |
| Ucrania              | Lilja Kopytova            | 18   | Dnipró              |
| Venezuela            | Mariángel Ruiz            | 23   | Maracay             |